# Case Solvers
A Case Solvers egy 2012 szeptemberében alapított, magyar fiatalok által működtetett vállalkozás. A Case Solvers küldetése, hogy problémamegoldó fiatalokat képezzen, és hogy platformot teremtsen a pályakezdők és a munkaerőpiac szereplői között. A szervezet 2013-ig Hungarian Business Case Society néven működött, majd 2013-tól fokozatosan vette fel a Case Solvers nevet. A 20 magyar fiatalból álló csapat 2016-ig 26 országban több mint 160 tréninget tartott tehetséges egyetemi hallgatóknak.
2017-től a vállalkozás stratégiájának a középpontjába az esetmódszeren keresztül történő készségmérés és fejlesztés került. Munkavállalóknak szóló tréningjeik fő fókusza a készségfejlesztés, melyeket online méréssel összekötve használ a vállalat. A Case Solvers 2017-ben elkezdte a Spartafy készségmérő eszköze fejlesztését, mely az esettanulmány-módszer segítségével képes 21 készség mérésére. A Spartafy-t jelenleg vállalatok és egyetemek használják a toborzás, valamint a képzés-fejlesztés területén. A Case Solvers a COVID-19 járvány alatt fejlesztette ki a tanulási platformja alapjául szolgáló Aréna nevet viselő microsite rendszerét, melyen virtuális állásbörzéknek és egyedi e-learning kurzusoknak adott helyet.

## Kezdetek (2012-2018)
A Case Solvers-t 2012 szeptemberében Ábrahám Zsolt, Balázs Gergely és Juhász István alapította Hungarian Business Case Society néven. A szervezet kezdetben blog formában működött. A case-study.hu oldal célja az esettanulmány megoldás, mint oktatási módszer terjesztése volt a magyarországi és határon túli üzleti hallgatók körében. A blogon az alapítók folyamatosan publikáltak szakmai írásokat az esettanulmány megoldással kapcsolatban.
A Case Solvers (akkor még HBCS néven) az első tréningjét 2013 márciusában tartotta meg a Menedzsment Szakkollégiumban, amelyet hamarosan számos esetinterjú tréning követett. A csapat 2013 augusztusában szervezte meg az első több napos esettanulmány táborát, a Case Campet. Egy év leforgása alatt a Case Solvers tréningeket tartott az ország legnevesebb közgazdasági egyetemein és csapatokat készített fel neves hazai és nemzetközi esettanulmány versenyekre.
A HBCS 2013 novemberében tartotta meg első tréningjét Indiában Case Solvers márkanév alatt. Az első tréninget hamarosan újabb romániai, valamint hollandiai tréningek követték. 2016-ra a Case Solvers 26 országban tartott több mint 160 tréninget.
Magyarországi Case Solvers tréningek:
- Budapesti Corvinus Egyetem, Budapest, Magyarország
- Budapesti Gazdaság Egyetem, Budapest, Magyarország
- Miskolci Egyetem, Miskolc, Magyarország
- Pécsi Tudományegyetem, Pécs, Magyarország

Magyarországon kívüli Case Solvers tréningek:
- Aalto University, Helsinki, Finnország
- Babes-Bolyai Tudományegyetem, Kolozsvár, Románia
- Caucasus University, Tbiliszi, Grúzia
- Charles University, Prága, Csehország
- Delhi University, Új Delhi, India
- FGV Sao Paolo, Sao Paolo, Brazília
- Glasgow University, Glasgow, Egyesült Királyság
- Graduate Institute, Genf, Svájc
- HEC Paris, Párizs, Franciaország
- Imperial College London, London, Egyesült Királyság
- Indian Institute of Management Calcutta, Kalkutta, India
- Koc University, Isztambul, Törökország
- London School of Economics and Political Sciences, London, Egyesült Királyság
- NOVA School of Management, Lisszabon, Portugália
- Partiumi Keresztény Egyetem, Nagyvárad, Románia
- Rotterdam School of Management, Rotterdam, Hollandia
- Sapientia Egyetem, Csíkszereda, Románia
- Solvay Business School, Brüsszel, Belgium
- University of Cologne, Köln, Németország
- University of Ljubljana, Ljubljana, Szlovénia
- University of Oslo, Oslo, Norvégia
- University of Pretoria, Pretória, Dél-Afrikai Köztársaság
- University of Sao Paolo, Sao Paolo, Brazília
- University of St.Gallen, Szent Gallen, Svájc
- Warsaw School of Economics, Varsó, Lengyelország
- Buenos Aires, Argentína

## Készségfejlesztő tréningek
A Case Solvers egyik fő tevékenysége tréningek tartása munkavállalóknak, valamint az üzleti képzésben tanuló hallgatóknak.

### Munkavállalóknak szóló készségfejlesztő tréningek
A Case Solvers négy témában tart tréningeket a vállalatok számára.

#### Munkahelyi produktivitás
A munkahelyi produktivitás kérdését a vállalat az együttműködés, időnyomás, valamint az ügyfélmenedzsment irányából fogja meg, hiszen az esettanulmány-megoldás során egyszerre kell csapatban időnyomás alatt együttműködni és külső és/vagy belső "ügyfelekkel" együtt dolgozni. A

#### Válságálló vezető
A stratégiai dilemmák középpontjában vállalatvezetők állnak, akiknek a Case Solvers több tréninget is nyújt változáskezelés, stratégiai döntéshozatal, valamint üzenet alapú kommunikáció területeken.

#### Hatékony kommunikáció
A kommunikációs készségeket fejlesztő tréningek az esettanulmány-megoldás kommunikációs aspektusaira épülnek. A tréingek során a résztvevők történet mesélés (storylining), hatékony előadásmód (impactful presentation), valamint a prezentáció esztétikája (presentation aesthetics) témákban fejleszthetik készségeket

### Karrier tréningek egyetemistáknak

#### Case Solving Training
Hagyományos esetoldó tréning, amin a problémamegoldást, a strukturált gondolkodást és a logikus következtetést tanítják. Az esetoldóknak egy rosszul strukturált, összetett üzleti problémára kell megoldást találniuk, amit legtöbbször prezentálniuk is kell szakmai zsűri előtt. A Case Solvers több formátumban tart ilyen tréningeket: egy délutántól akár egy egész hétvégén át is tarthat. A tanított anyag mennyisége és komplexitása a tréning hosszától függ. Gyakran készítenek fel konkrét csapatokat is esetversenyekre, itthon és külföldön egyaránt.

#### Case Interview Training
A nagyvállalatok, a multik és a tanácsadó cégek előszeretettel szűrik a hozzájuk jelentkezőket esetinterjúkkal. Ennek lényege, hogy az állásra jelentkezőknek az interjú során egy problémára kell megoldást találnia. Ez általában egy olyan valós probléma, amivel az interjúztató már foglalkozott munkája során. Az esetinterjúval kiválóan lehet mérni a jelentkező képességeit. Mivel egyes cégeknél ez a felvételi folyamat kulcspontja, így gondos felkészülést igényel a jelentkezőtől.
A Case Solvers esetinterjú tréningjei az ilyen helyzetekre készítenek fel: olyan emberek tanítják az esetinterjúzás módszereit, akik maguk is átestek már hasonlón, és akik jelenleg is a legnevesebb tanácsadó cégeknél vagy nagyvállalatoknál dolgoznak. Case Interview Trainingek – Case Solvinghoz hasonlóan – fél naptól egy egész hétvégéig is terjedhetnek. A tanított anyag mennyisége és komplexitása a tréning hosszától függ.

## Esettanulmány versenyek
A Case Solvers csapata a hazai és nemzetközi esettanulmány versenyekre való felkészítés mellett saját versenyeket is szervez.

### Az Év Esetoldója Rangsor és Verseny[7]
A 2013-ban megalapított Az Év Esetoldója Rangsor célja, hogy differenciálja a magyarországi esettanulmány versenyeket, és mérhetővé tegye a versenyzői teljesítményt. A Rangsor a nyilvánosság segítségével szeretné bemutatni az adott tanév legeredményesebb versenyzőit, akik a versenyeken nyújtott teljesítményükkel Magyarország legjobb esettanulmány megoldói közé tartoznak. Az egész tanéven át tartó versengésben a legnagyobb presztízsű esettanulmány rangadók kapnak helyet.
A Case Solvers és a Vialto Consulting csapata által szervezett Az Év Esetoldója Verseny egy meghívásos verseny. Az esemény célja, hogy az ország legjobb esetversenyzői számára egy olyan platformot teremtsen, ahol megmérettethetik magukat a tanév folyamán, Az Év Esetoldója Rangsorban kimagasló eredményt elért hallgatókkal. A legtöbb pontot elérő versenyző megkapja az Év Esetoldójának járó kupát.
Az Év Esetoldója Verseny korábbi éveinek esettanulmányai:
2014: Gránit Bank
2015: Budapesti Közlekedési Központ
2016: Magyar Telekom

### Solvers’ Cup[9]
A 2016-ban először megszervezett Solvers’ Cup Magyarország első, párhuzamosan meghívásos és online nemzetközi esettanulmány-versenye. A Solvers’ Cup Budapesten, részben a Corvinus Egyetemen zajló részébe meghívásos alapon kerültek be Európa legjobb egyetemeinek csapatai. A versenyző Consulting Clubok között találhattuk többek közt Oxford és St. Gallen képviselőit, valamint cseh, osztrák és magyar csapatot is. A háromnapos rendezvény alatt a résztvevőknek egy komplex üzleti problémára kellett megoldást találniuk, majd két fordulóban prezentálni azt egy szakmai zsűri előtt, amelynek soraiban ott ült a Budapesti Corvinus Egyetem dékánja, valamint a Loxon Solutions, a DHL Consulting, a Roland Berger, a PwC, a Philip Morris és a Ringier Axel Springer Magyarország Kft. képviselője is.
A Case Solvers online felületre is átültette versenyét, ezzel lehetőséget biztosítva a világ esetoldóinak a megmérettetésre. A regisztrált 130 diáknak a feladata ugyanaz volt, mint a meghívásos verseny résztvevőinek, azonban nekik csak 10 óra állt rendelkezésükre hozzá. Ez a korábbi gyakorlatoktól nagyban eltérő megoldás, hiszen az online forduló megrendezésével azoknak is lehetősége nyílt részt venni a versenyen és ezzel együtt átélni a rövid határidő adta dinamikus gondolkodás, gyors döntéshozás élményét, akiknek nem állt módjában személyesen megjelenni Budapesten. A versenyt az idei sikerre való tekintettel mostantól minden évben igyekeznek majd megrendezni.

## Kutatások
A Case Solvers folyamatosan publikálja az esettanulmány megoldással és a fiatalok munkahelyi elvárásaival kapcsolatos nemzetközi kutatásait. A kutatások célja a munkaerőpiac legfontosabb szereplőinek tájékoztatása, valamint a felhalmozott nemzetközi ismeretek átadása.

### Career Ambitions Report[12]
2016 márciusában publikálta először a Case Solvers csapata a fiatal pályakezdők karrierelvárásairól szóló, angol nyelvű  Career Ambitions Reportot (Karrieri ambíciók felmérése). A felmérés az alábbi három modulból épül fel:
1.          Hogyan gyűjtenek a hallgatók információt
2.          Hogyan értékelik a hallgatók az információt
3.          Milyen fő szempontok alapján döntenek a hallgatók
A 2015-ös felmérés 6 ország (Magyarország, Románia, Svájc, Hollandia, India és Ukrajna), a vezetési tanácsadás iránt érdeklődő fiataljainak véleményét tükrözi, míg a 2016-os riportban már Brazíliával, Argentínával és a Dél-Afrikai Köztársasággal kiegészülve 9 ország egyetemi hallgatói vettek részt. 

### Esetverseny riport[13]
Az esetversenyzés évről évre egyre nagyobb szerepet játszik a gazdasági karon tanuló egyetemi hallgatók életében. Az ezeken elért jó eredmények később a munkaadók számára is sokat mondanak, főleg tanácsadói területen. A Case Solvers kutatása a magyarországi esetversenyek jelenlegi helyzetét és a versenyzők motivációit, véleményét méri fel.  
A felmérést mélyinterjúk és egy saját kérdőív alapján végezték, így az összesen több mint száz egyetemi hallgató véleményét foglalja össze. A fő megállapítások a következők: Magyarországon évről évre jelentős mértékben nő az esetversenyek száma, a versenyzők legfontosabb motivációja pedig a szakmai tapasztalat szerzése.

## Társadalmi felelősségvállalás
A Case Solvers a kezdetektől fogva nagy hangsúlyt helyezett a magyar fiatalok fejlesztésére. 2013 decemberében, a Mathias Corvinus Collegiummal közösen megalapította az Országos Középiskolai Problémamegoldó Versenyt, majd 2014 novemberében elindította a Hol tanuljak tovább? kezdeményezést. A projektek működtetésére 2016 januárjában alakult meg a Problema Solvenda Alapítvány, amelynek fő célja a magyarországi középiskolás diákok képzése.

### Hol tanuljak tovább? program
A Case Solvers nonprofit projektje, ami a középiskolás korosztály átgondolt továbbtanulási döntéseinek meghozatalát segíti elő. A program honlapján különböző végzettségű és foglalkozású emberek számolnak be szakmai életükről és hétköznapjaikról, ezzel közelebb hozva egyes hivatásokat az érettségi előtt álló fiatalokhoz.  

### Országos Középiskolai Problémamegoldó Verseny
A középiskolások számára enged bepillantást nyerni a későbbi egyetemi esetversenyek világába. A feladat itt is problémamegoldást, de a versenyzőknek egy ismert történelmi személyiség bőrébe kell bújniuk, és az ő fejével gondolkozva döntést hozniuk. Az OKPV-t 2017-ben immár negyedik alkalommal rendezik meg, közösen a Mathias Corvinus Collegiummal. A versenyt Szlovéniában, Romániában és Ukrajnában is megrendezik a Problema Solvenda Alapítvány működésének keretében.